# Cluster (formație)
Cluster a fost formație germană de muzică experimentală, care a influențat dezvoltarea muzicii electronice și ambientale populare contemporane. Ei au înregistrat albume într-o mare varietate de stiluri, de la muzica experimentală la rock progresiv, toate având o muchie de avangardă. Trupa a fost activă din 1971 până în 2010, lansând în total 15 albume, inclusiv două colaborări cu Brian Eno. Muzicianul, scriitorul și istoricul de rock, Julian Cope, plasează trei albume ale celor de la Cluster în topul său Krautrock Top 50, iar revista "The Wire" plasează albumul acestora de debut auto-intitulat în topul lor "One Hundred Records That Set The World On Fire".

## Discografie
| - 1971 Cluster - 1972 Cluster II - 1974 Zuckerzeit - 1976 Sowiesoso - 1977 Cluster & Eno (cu Brian Eno) - 1978 After the Heat (de Eno, Moebius și Roedelius) - 1979 Grosses Wasser - 1981 Curiosum - 1991 Apropos Cluster (de Moebius și Roedelius) - 1995 One Hour - 2009 Qua | - 1980 Live in Vienna - Înregistrat cu Joshi Farnbauer - 1997 Japan 1996 Live - 1997 First Encounter Tour 1996 - 2008 Berlin 07 - 1984 Begegnungen (cu Brian Eno, Conny Plank) - 1984 Stimmungen - 1985 Begegnungen II (cu Brian Eno, Conny Plank) - 1985 Old Land (wcu Brian Eno) - 2007 Box 1 (set cutie) |